# Fulco Luigi Ruffo-Scilla

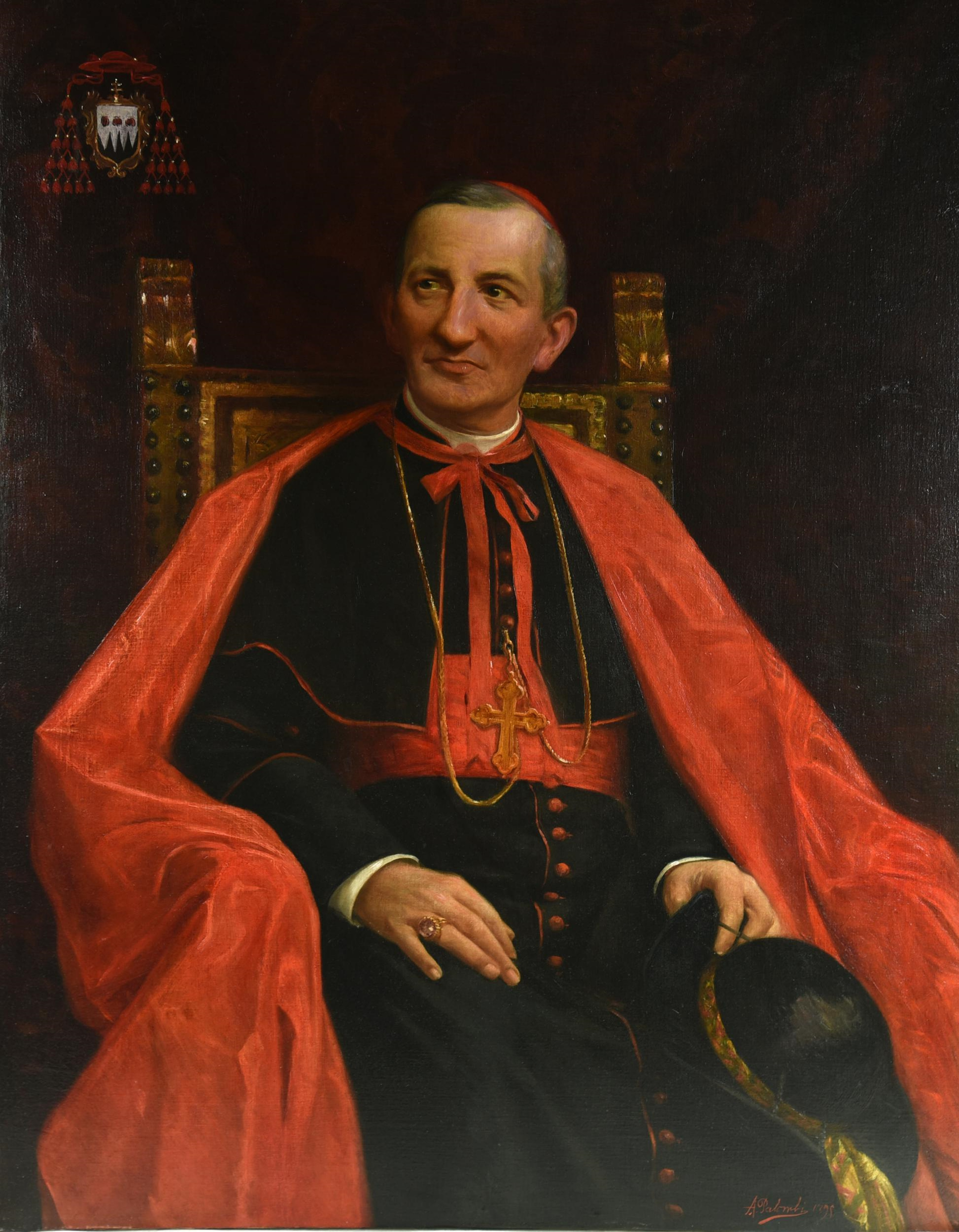
Fulco Luigi Kardinal Ruffo-Scilla (1899).

Fulco Luigi Ruffo-Scilla (* 6. April 1840 in Palermo; † 29. Mai 1895 in Rom) war ein italienischer Kardinal.

## Leben

Familienwappen des Fürstenhauses von Scilla

Fulco Luigi Ruffo-Scilla war das dritte von sechs Kindern von Eleonora Galletti und Fulco Antonio Ruffo, 9. Fürst von Scilla (Kalabrien). Er schloss am 3. September 1860 sein Studium der Theologie am Priesterseminar in Rom ab, wo er am 14. Juli 1864 zum Doktor der Rechte (In utroque iure, Kirchen- und Zivilrecht) promoviert wurde.
Am 20. September 1862 wurde er in Rom zum Priester geweiht und trat als Päpstlicher Hausprälat in den Hof von Pius IX. ein, wo ihm am 13. März 1868 der Titel Apostolischer Protonotar verliehen wurde. Am 28. Dezember 1877 ernannte ihn Pius IX. zum Erzbischof von Chieti. s Bischofsweihe erfolgte am 6. Januar 1878 in Rom durch Kardinal Flavio Chigi. Ruffo-Scilla hatte das Oberhirtenamt in Chieti zehn Jahre inne und widmete sich danach der Seelsorge in Rom, so dass er am 21. Juni 1881 zum Päpstlichen Thronassistenten ernannt wurde. Vom 23. Mai 1887 bis zum 14. Dezember 1891 war er Titularerzbischof von Petra in Palaestina. Leo XIII. sandte den Erzbischof am 23. Mai 1887 als Apostolischen Nuntius nach München, wo er sich vom 25. August 1887 bis zum 3. April 1889 aufhielt. Danach wurde er zum Präfekten des Apostolischen Palastes berufen. Papst Leo XIII. nahm ihn am 14. Dezember 1891 als Kardinalpriester in das Kardinalskollegium auf, drei Tage später erhielt er die Titelkirche Santa Maria in Traspontina.